# Ayar Stadium
Das Ayar Stadium, auch bekannt als Kyaut Tie Stadium,  ist ein Fußballstadion in Pathein, der viertgrößten Stadt in Myanmar. Es wird als Heimspielstätte des Fußballvereins Ayeyawady United genutzt. Die Anlage hat eine Kapazität von 6000 Personen. Eigentümer sowie Betreiber der Sportanlage ist Ayeyawady United.